# Philipp Gropper
Philipp Gropper (West-Berlijn, 1978) is een Duitse jazzsaxofonist en -componist.

## Biografie
Gropper studeerde van 1999 tot 2006 jazz bij Jerry Granelli, Peter Weniger en David Friedman aan de Berlijnse Universiteit voor de Kunsten. Hij speelde van 2000 tot 2002 in het Bundesjazzorchester onder leiding van Peter Herbolzheimer, waar hij de eerste tenorsaxofonist van de concertformatie was.
Groppers eigen formaties zijn Hyperactive Kid met Ronny Graupe en Christian Lillinger, Philipp Gropper's Philm (opgericht in 2011) met Elias Stemeseder, Andreas Lang en Oliver Steidle, en TAU (opgericht in 2013) met Philip Zoubek, Petter Eldh en Julian Sartorius. Hij is ook lid van de bands European Movement Jazz Orchestra, FUSK, Kathrin Pechlof Sextett, Uwe Steinmetz Stream Ensemble, Tobias Backhaus 6, Clave Azul, Chimaira en Pablo Helds Glow.
Sinds 2008 is hij lid van het Jazzkollektiv Berlijn. Van augustus 2013 tot maart 2014 was hij beurshouder van de Bartels Fondation in Bazel.

## Discografie
- 2005: Sonne (WhyPlayJazz) met Christian Lillinger, Johannes Fink, Carsten Daerr
- 2006: Hyperactive Kid (Shoebill Music) met Christian Lillinger, Ronny Graupe
- 2008: Hyperactive Kid: 3. (Jazzwerkstatt) met Christian Lillinger, Ronny Graupe
- 2008: Mads La Cour Mads à la Cour (Stunt Records) met Håvard Wiik, Andreas Lang, Kresten Osgood
- 2011: Fusk (WhyPlayJazz) met Rudi Mahall, Andreas Lang, Kasper Tom Christiansen
- 2011: EMJO live in Coimbra (Clean Feed) met Jure Pukl, Kaja Drachsler, Matthias Schriefl, Tobi Backhaus e.a.
- 2012: Philipp Gropper's Philm: Licht (WhyPlayJazz) met Håvard Wiik, Andreas Lang en Oliver Steidle
- 2015: Hyperactive Kid: 10 Year Anniversary Live (WhyPlayJazz) met Christian Lillinger, Ronny Graupe
- 2015: Philipp Gropper's Philm: The Mandman of Naranam (WhyPlayJazz) met Elias Stemeseder, Andreas Lang und Oliver Steidle
- 2018: Philipp Gropper's Philm: Live at Bimhuis (WhyPlayJazz)

- Gemeinsame Normdatei: 143085026
- International Standard Name Identifier: 0000 0003 7193 9114
- MusicBrainz: 7d64ea4d-6395-4015-83ae-714b4b9a65af
- Nationale Bibliotheek van Tsjechië: xx0131138
- Virtual International Authority File: 160984004